# نیروی دریایی بلژیک
نیروی دریایی بلژیک (هلندی: Marinecomponent) زیرمجموعه‌ای از نیروهای مسلح کشور بلژیک است که در سال ۱۸۳۱ تأسیس شده است.